# Ju Hui
Dans ce nom coréen, le nom de famille, Ju, précède le nom personnel.
Ju Hui, née le 4 novembre 1989 à Séoul, est une handballeuse internationale sud-coréenne évoluant au poste de gardienne. 
Avec l'équipe de Corée du Sud, elle participe aux jeux olympiques de 2012 où elle finit à la quatrième place. 